# Landschappen van Nederland

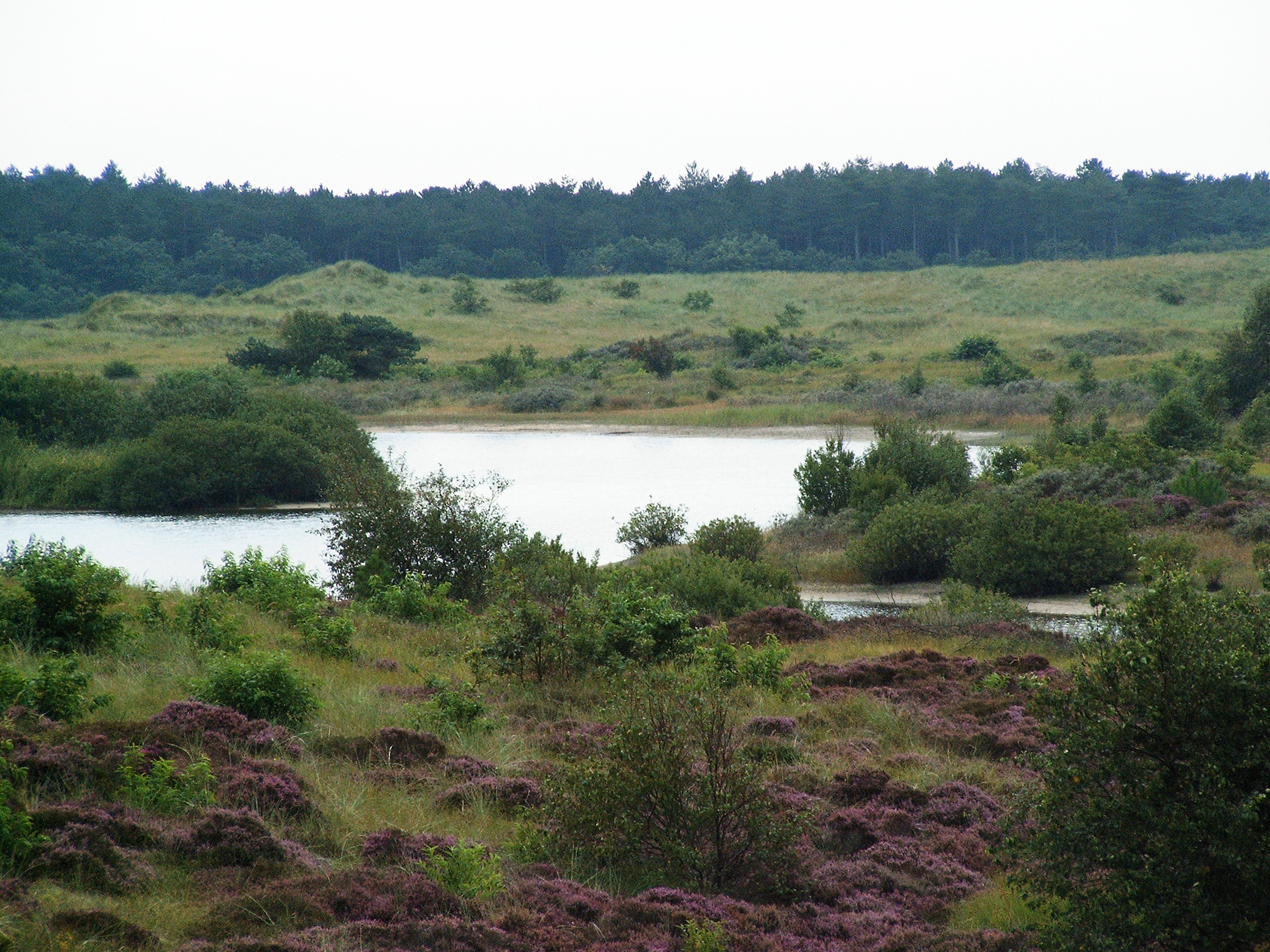
Duinen bij Bergen.

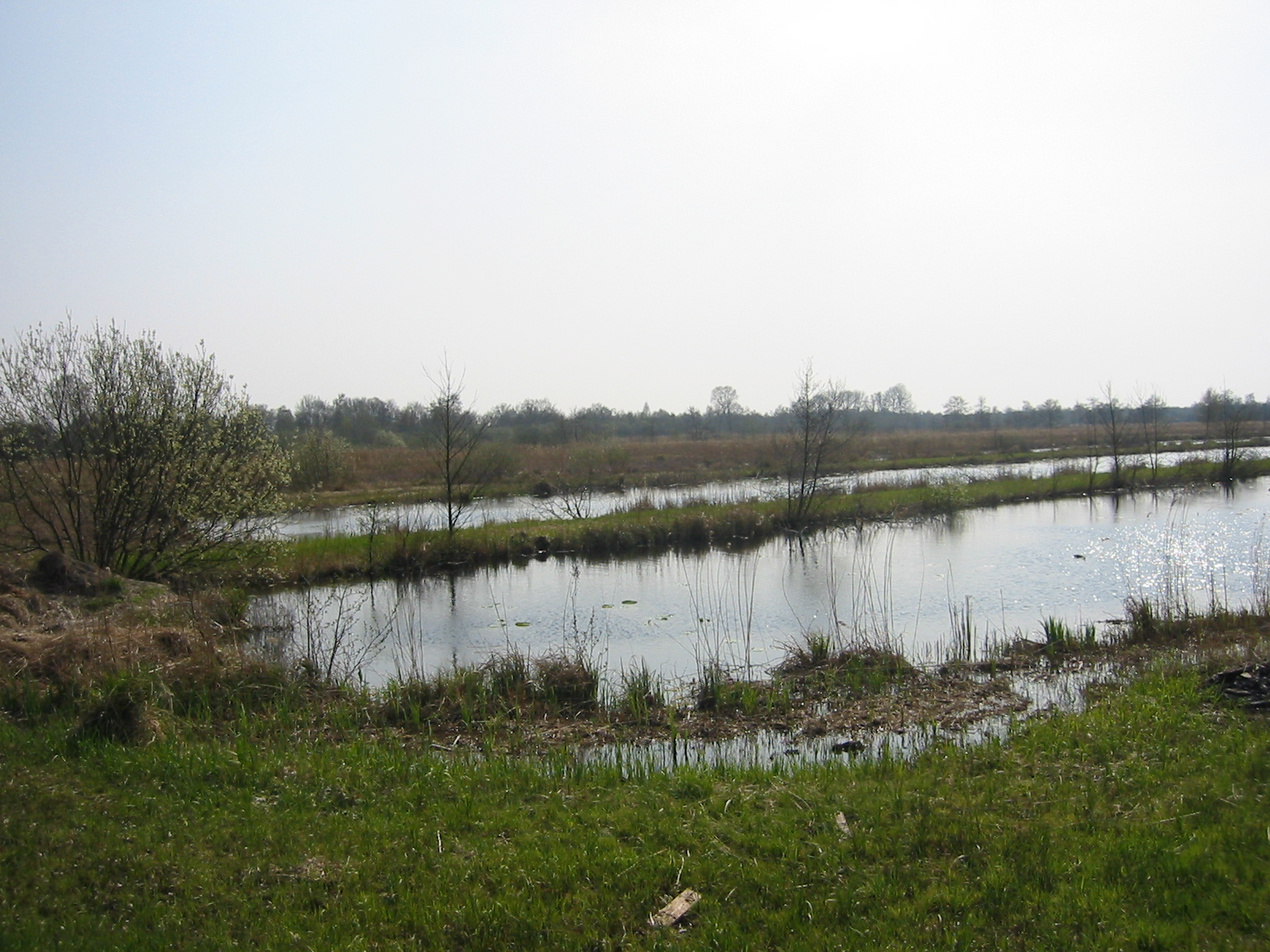
Veenlandschap in de Weerribben.

De Landschappen van Nederland kunnen worden ingedeeld op verschillen in substraat of grondsoort (fysische geografie), bodem, waterhuishouding, ontginningsgeschiedenis en archeologie.
Bij landschappen met weinig of geen menselijke beïnvloeding, spreekt men van natuurlandschap of wildernis. 
Menselijke beïnvloeding bestaat uit cultuurtechnische ingrepen in de waterhuishouding, percelering en de ontsluiting met infrastructuur en het in cultuur nemen van de grond door beweiding, akkerbouw, bewoning of industrie. Hier spreekt men dan van cultuurlandschap.
Het strikte onderscheid tussen natuur- en cultuurlandschappen wordt door hedendaagse landschapsonderzoekers ter discussie gesteld. In Nederland zijn vrijwel alle natuurgebieden door menselijk ingrijpen tot stand gekomen en hebben zich onder invloed van menselijk medegebruik ontwikkeld. Met name halfnatuurlijke landschappen hebben vaak een grote natuurlijke en cultuurhistorische waarde.

## Geologisch kader
Het grootste deel van het oppervlak van Nederland bestaat uit formaties van de Boven-Noordzee-groep. Alleen de lössafzettingen in het Limburgse heuvelland en de ondergrond van het Oost-Nederlands plateau zijn ouder. Rond 11.500 jaar geleden kwam er een einde aan de laatste ijstijd (Weichselien) van het Pleistoceen en brak het Holoceen aan, dat tot op heden duurt. Het zeeniveau steeg en het klimaat werd warmer. In tijden van transgressie van de zee werden, met name in de gebieden direct achter de duinen en strandwallen van Holland, Zeeland en Friesland moerassen, meren en lagunes gevormd. Er werd daar in open water zeeklei afgezet, terwijl zich in beschutte omstandigheden een metersdik hoogveendek ontwikkelde. Ook de zandgronden raakten gedeeltelijk bedekt met hoogveen. In de benedenloop van de grote rivieren werd rivierklei afgezet, terwijl zich stroomopwaarts rivierterrassen ontwikkelden. Tot de antropogene landschappen behoren de diepe droogmakerijen en de verstedelijkte gebieden.

## Indelingen
| Hoogte         | Grondsoort | Ontginningstype               | Begin van ontginning             |
| -------------- | ---------- | ----------------------------- | -------------------------------- |
| Laag Nederland | Duingrond  | Duinontginningen              | IJzertijd                        |
| Laag Nederland | Rivierklei | Stroomrug- en komontginningen | IJzertijd                        |
| Laag Nederland | Zeeklei    | Oudere zeekleipolders         | IJzertijd (600 v.Chr.)           |
| Laag Nederland | Zeeklei    | Recente zeekleipolders        | Late middeleeuwen (13e-20e eeuw) |
| Laag Nederland | Zeeklei    | Droogmakerijen                | Nieuwe tijd (16e-20e eeuw)       |
| Laag Nederland | Veen       | Hoogveenontginningen          | Middeleeuwen (9e-15e eeuw)       |
| Hoog Nederland |            | Veenkoloniën                  | NIeuwe tijd (16e -20e eeuw)      |
| Hoog Nederland | Zandgrond  | Kampontginningen              | Neolithicum (4300 v.Chr.)        |
| Hoog Nederland | Zandgrond  | Rivierterrasontginningen      | Neolithicum (4300 v.Chr.)        |
| Hoog Nederland | Zandgrond  | Heide- en bosontginningen     | Vanaf 1850                       |
| Hoog Nederland | Krijt/löss | Lössontginningen              | Neolithicum (5300 v.Chr.)        |

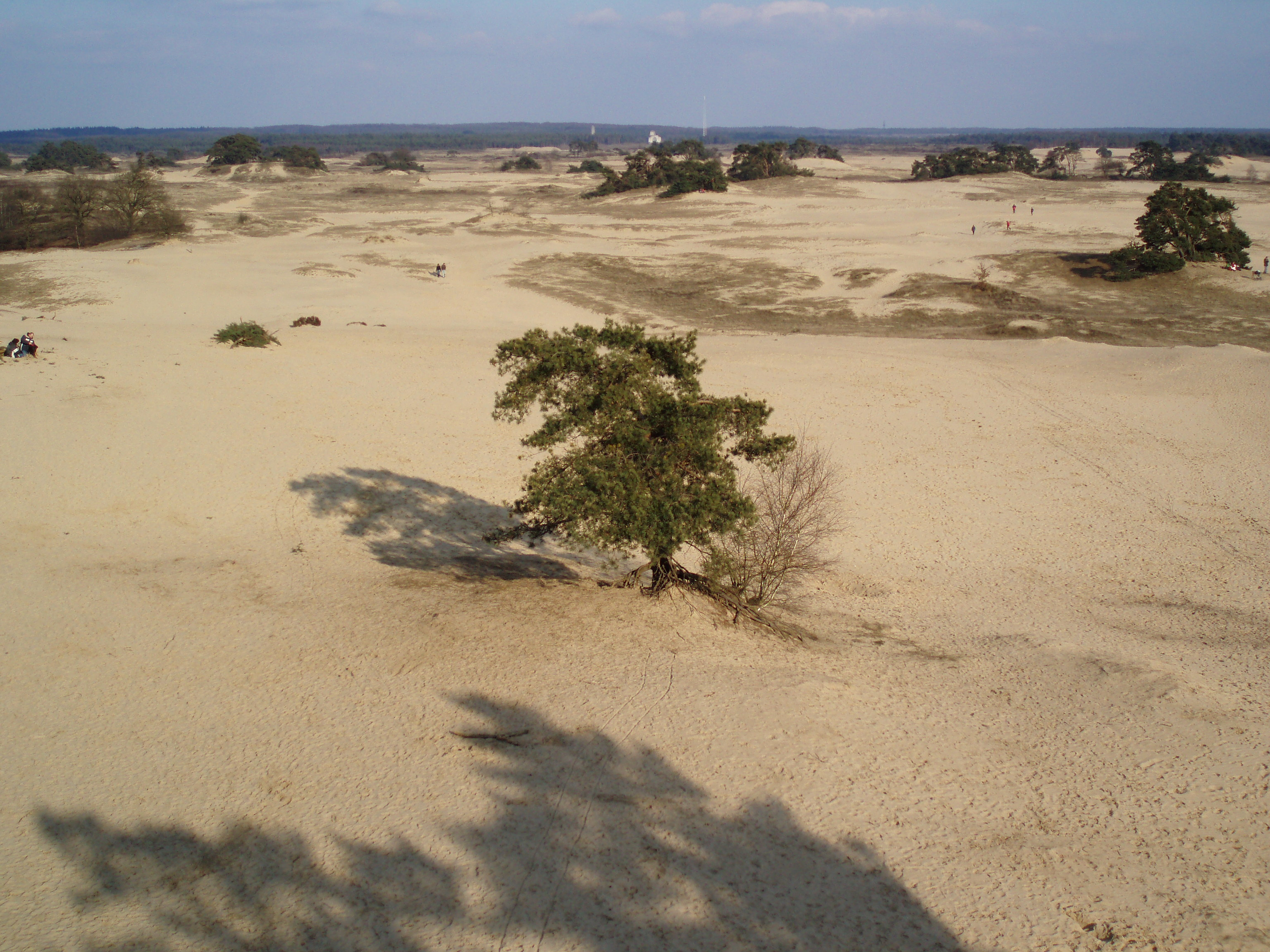
Het Kootwijkerzand is het grootste stuifzandgebied van Europa.

De indeling in landschapstypen en de benaming daarvan is nogal aan veranderingen onderhevig. Historisch-geografen en cultureel-geografen hebben vaak kritiek op de neiging om de dynamische ontwikkeling van de verschillende landschappen door de eeuwen heen te onderschatten. Vanuit de overheid wordt het maken van dergelijke indelingen echter gestimuleerd; ze worden vooral gebruikt voor de landschapsplanning en als instrument om het landschap als deel van het culturele en natuurlijke erfgoed te beschermen (landschapsbescherming).

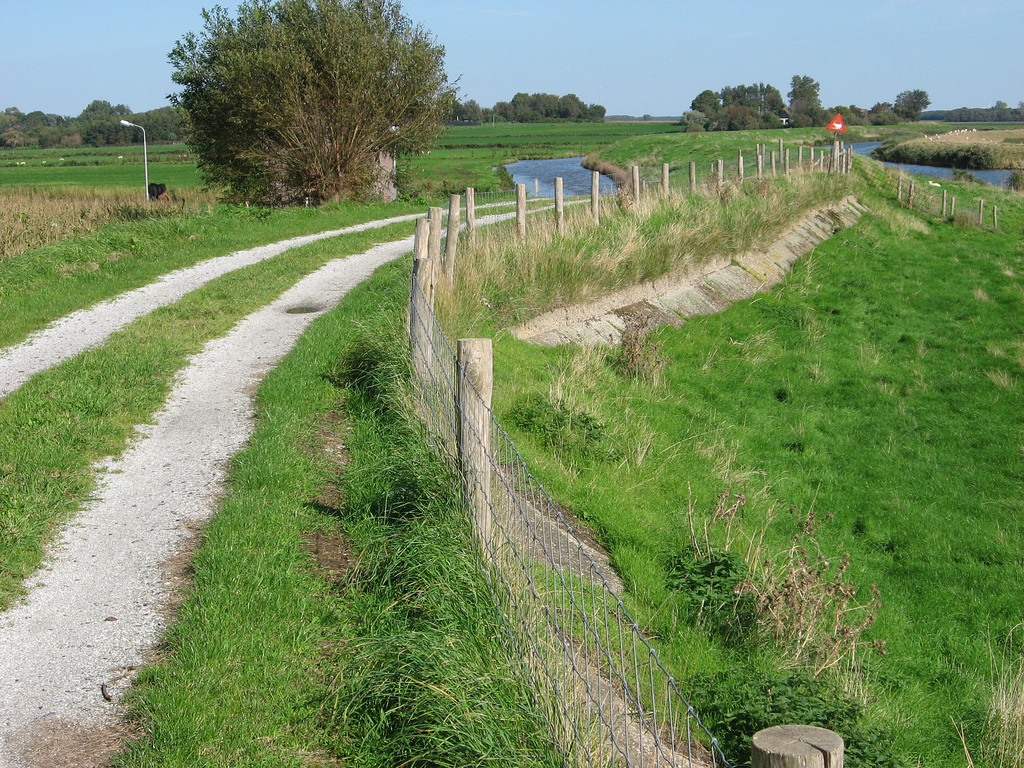
Oude dijk op het voormalige eiland Wieringen, dat door de aanleg van de Wieringermeerpolder aan het vasteland vast is komen te liggen.

Vooral de ontdekking dat grote delen van de Nederlandse kustvlakte ooit met hoogveen bedekt waren, heeft de afgelopen decennia tot nieuwe inzichten geleid.
De landschapstypologie speelt een belangrijke rol bij het schrijven van landschapsbiografieën. Hieronder wordt "een levensloopbeschrijving van een steeds veranderend cultuurlandschap" begrepen. Het concept is ontwikkeld door archeoloog Jan Kolen, hoogleraar landschapsarcheologie en cultureel erfgoed te Leiden en de bodemkundige en historisch-geograaf Theo Spek, hoogleraar landschapsgeschiedenis te Groningen.

### Oudere systemen
Klassiek zijn de indelingen van het Nederlandse cultuurlandschap die de historisch-geograaf Hendrik Keuning vanaf 1946 introduceerde. Keuning ging uit van een combinatie van fysisch-geografische kenmerken, bodemsoorten en ontginningstypen. Op grond daarvan onderscheidde hij ruim honderd regio's. Keunings indeling sloot aan bij de traditionele indeling van Nederland in landbouwgebieden die sinds de negentiende eeuw gangbaar was. Daarin stonden bodemsoorten en fysische geografie centraal en speelden culturele kenmerken een ondergeschikte rol.
In 1951 publiceerde Keuning zijn eerste kaart van de Nederlandse landschappen, die uitging van elf landschapstypen en zeven subtypes. Hij bouwde daarbij voort op het werk van de in 1944 opgerichte Werkgroep voor de Cultuurlandschappen. Landschapsarchitect Jan Bijhouwer (1971) en fysisch geograaf Henk Visscher (1972) brachten verfijningen aan. Keunings typologie werd richtinggevend, ook voor de overheid, en werkte nog door in de Atlas van Nederland uit 1987. De atlas onderscheidt 167 regionale landschappen, die in 19 groepen gebundeld worden. Ook het Monumenten Inventarisatie Project hanteerde omstreeks 1990 60 regio's die aan het werk van Keuning waren ontleend.
De Werkgroep Landschapstypologie van het Ministerie van Cultuur, Recreatie en Maatschappelijk werk ontwierp van 1979 tot 1986 een nieuwe indeling die uitging van negen historisch-geografische landschapstypen, min of meer samenvallend met de fysisch-geografische regio's: kustzone, zeeklei-, laagveen-, zand- en rivierengebied, heuvelland, droogmakerijen, hoogveenontginningen en verstedelijkte zones, aangevuld met deellandschapstypen voor verschillende regio's binnen Nederland. Daarnaast hanteerde men een indeling in elf ontginningstypen. De hoofdtypen vielen min of meer samen met de ontginningstypen die daar het meest voorkwamen. Zo onderscheidde men oude en jonge zeekleipolders (klei), kamp- en heideontginningen (zand), middeleeuwse ontginningen (laagveen) en recentere veenkoloniën (hoogveen), stroomrug-, kom- en rivierterrasontginningen (rivieren) en lössontginningen (heuvelland).
Deze indeling gold lange tijd als basis voor het overheidsbeleid en het onderwijs. Hij was richtinggevend voor het handboek Het Nederlandse landschap uit 1986. Hij werd tevens overgenomen door in de Nota Landschap uit 1992 en in de Bosatlas. Hij was ook toonaangevend voor volgende projecten.
Met de komst van Geografische Informatiesystemen in de jaren 1990 namen de mogelijkheden voor een meer gedetailleerde kartering toe. In opdracht van het Ministerie van Landbouw, Natuurbeheer en Visserij werd daarom in Wageningen na 2000 het Histland-project opgezet. Dit project ging uit van de bestaande indeling in elf historisch-geografische hoofdtypen (de ontginningstypen uit 1986), 54 subtypen en omstreeks 500 deelgebieden. Daarnaast werd 14 regionale landschapstypen of ontginningsgebieden onderscheiden. Dat leverde een enigszins versplinterd kaartbeeld op. 
Parallel hiermee werd CultGIS-project opgetuigd, dat  cultuurhistorische waarden inventariseerde. Hiervoor gebruikte men de indeling in negen landschapstypen uit 1986, die werd uitgewerkt in 18 deellandschapstypen en 90 deellandschappen. Het project bouwde voort op twaalf provinciale rapporten die onder de noemer Ontgonnen Verleden in opdracht van het Ministerie van Economische Zaken werden opgesteld. Het project, dat onder leiding stond van Adriaan Haartsen, leunde sterk op het werk van Keuning. 
Sterk afwijkend is de archeologische landschappenkaart, die zich baseert op de geomorfologische kaart en op grond daarvan acht regionale hoofdlandschappen en 26 deellandschappen onderscheidt. Het zandgebied word bijvoorbeeld verdeeld in een glaciaal en een dekzandlandschap, waartoe ook de Veenkoloniën worden gerekend. Bijzondere aandacht wordt hier besteed aan de continuïteit met het Duitse Münsterland (rond Winterswijk), de Nederrijnse Laagvlakte en de Ardennen.
Provinciale en gemeentelijke overheden hanteren vaak een eigen typologie die van de algemene indelingscriteria afwijkt, bijvoorbeeld omdat men behalve landschapskenmerken ook nederzettingstypologieën toepast. Zo vinden we in Overijssel de termen essenlandschap, kampenlandschap, maten- en flierenlandschap (beekdalen), klei-ontginningslandschap (broeklanden), kraggenlandschap (trilveen met petgaten) en oeverwallandschap. In Drenthe onderscheidt men esdorpen, esgehuchten, ontginningskoloniën, randveen-, laagveen- en hoogveenontginningen. Noord-Holland kent een veenrivierlandschap (Vechtstreek); Friesland en Groningen hebben een klei-op-veen-landschap of miedenlandschap en een streekdorplandschap; Zeeland een poelen- en kreekruggenlandschap. 
Om bodemsoorten te karakteriseren, hanteert men in Nederland een afzonderlijk systeem van bodemclassificatie, dat zich ver verwijderd heeft van de 19e-eeuwse basiscategorieën zand, klei en veen die in de landschapstypologie een grote rol spelen.